# جان ام. داوسن
 جان ام داوسن (انگلیسی: John M. Dawson؛ زاده ۱۹۳۰ درگذشته ۲۰۰۱) یک فیزیک‌دان اهل ایالات متحده آمریکا بود.